# Kapanbeleni, Biga
Kapanbelen là một xã thuộc huyện Biga, tỉnh Çanakkale, Thổ Nhĩ Kỳ. Dân số thời điểm năm 2011 là 161 người.